# Louise Quinn
Louise Quinn, född den 17 juni 1990 i Blessington, är en irländsk fotbollsspelare (försvarare) som spelar för Birmingham City. Hennes moderklubb är Blessington FC och hon har tidigare även representerat Peamount United.
Mellan 2013 och 2016 spelade hon 90 matcher och gjorde 13 mål för Eskilstuna United.
Sedan år 2011 representerar hon även det irländska landslaget.